# Rajd Dakar 1998
Rajd Dakar 1998 (Rajd Paryż - Dakar 1998) – dwudziesta edycja terenowego Rajdu Dakar, która odbyła się na trasie Paryż - Grenada - Dakar. W rajdzie uczestniczyło 349 pojazdów, zaś cała trasa wynosiła 10 593 km. Na trasie 9. etapu w Taoudenni (Mali) doszło do ataku tubylców na przejeżdzających nieopodal zawodników, nikt nie ucierpiał. W kategorii samochodów tryumfował Francuz Jean-Pierre Fontenay, zaś w kategorii motocykli - po raz szósty, także Francuz - Stephane Peterhansel.